# اوراتسفلد
اوراتسفلد (به آلمانی: Euratsfeld) یک منطقهٔ مسکونی در اتریش است که در بخش امستیتن واقع شده‌است. اوراتسفلد ۲٬۴۳۶ نفر جمعیت دارد.